# Agarista mexicana
Espèce
Synonymes
- Agarista mexicana var. mexicana[1]
- Andromeda mexicana Hemsl.[1]
- Leucothoe mexicana (Hemsl.) Small[1]

Agarista mexicana est une espèce de plantes à fleurs de la famille des Ericaceae.
Elle est présente au Mexique et en Amérique centrale.

## Liste des variétés
Selon Catalogue of Life (3 mars 2019) :
- variété Agarista mexicana var. pinetorum (Standl. & L. O. Williams) Judd

Selon The Plant List (3 mars 2019) :
- variété Agarista mexicana var. pinetorum (Standl. & L.O.Williams) Judd

Selon Tropicos (3 mars 2019) (Attention liste brute contenant possiblement des synonymes) :
- variété Agarista mexicana var. mexicana
- variété Agarista mexicana var. pinetorum (Standl. & L.O. Williams) Judd

## Publication originale
- Journal of the Arnold Arboretum 60(4): 495. 1979.